# Još uvijek znam šta si radila prošlog ljeta
Još uvijek znam šta si radila prošlog ljeta" (eng. "I Still Know What You Did Last Summer") je američki-meksički teen horor iz 1998. godine, kultni nastavak kultnog Znam šta si radila prošlog ljeta ( eng. "I Know What You Did Last Summer" ). 